# Tuol Sdei
Tuol Sdei es una comuna (khum) del distrito de Chantrea, en la provincia de Svay Rieng, Camboya. En marzo de 2008 tenía una población estimada de 2477 habitantes.
Se encuentra ubicada al sur del país, en la llanura camboyana que se adentra al delta del Mekong en Vietnam.